# Heinrich Bechtel (Wirtschaftshistoriker)
Heinrich Wilhelm Paul Bechtel (* 4. Januar 1889 in Halle (Saale); † 16. Dezember 1970) war ein deutscher Wirtschaftshistoriker und Hochschullehrer. 

## Leben
Er war der Sohn des Kaufmanns Paul Bechtel und dessen Ehefrau Emma geborene Kyritz. Nach dem Besuch des Stadtgymnasiums in Halle studierte er an der Technischen Hochschule in Danzig, denn aus dieser Stadt stammte seine Mutter. Seine Studienfächer waren Architektur, allgemeine Ingenieurwissenschaften und Nationalökonomie. Im Juni 1913 wurde er Diplom-Ingenieur und begann im Anschluss eine praktische Tätigkeit bei der Eisenbahndirektion Posen. Dort wurde er im Oktober 1919 zum Regierungsbaumeister ernannt. 
Von 1915 bis 1917 studierte er zusätzlich an der Universität Greifswald und promovierte zum Dr. rer. pol. 1921 habilitierte er sich an der Universität Breslau als Privatdozent für Nationalökonomie und Finanzwissenschaften. Im März 1927 wurde er außerordentlicher und im Oktober 1933 ordentlicher Professor an der Universität Göttingen. Zuvor hatte er 1927/28 vertretungsweise an der Universität Göttingen gelehrt.
1937 wechselte Heinrich Bechtel an die Technische Hochschule München, wo er – trotz seit dem 1. Mai 1933 bestehender Mitgliedschaft in der NSDAP (Mitgliedsnummer 2.031.610) – bis zur Emeritierung Ende 1954 lehrte. Ferner gehörte er dem Nationalsozialistischen Lehrerbund (NSLB) an.
Am 31. Januar 1938 hielt Heinrich Bechtel anlässlich der Reichsgründungsfeier der Münchner Hochschulen im Kongresssaal des Deutschen Museums in München den Festvortrag zum Thema Die Forderung unserer Zeit an die Wirtschaftsgeschichte.

## Familie
Er war mit Hedwig Schulz aus Danzig verheiratet. Aus der gemeinsamen Ehe gingen drei Töchter hervor. 

## Schriften (Auswahl)
- Wirtschaftsstil des deutschen Spätmittelalters. Der Ausdruck der Lebensform in Wirtschaft, Gesellschaftsaufbau und Kunst von 1350 bis 1500, München: Duncker & Humblot, 1930.
- Wirtschaftsgeschichte Deutschlands von der Vorzeit bis zum Ende des Mittelalters, Frankfurt am Main: Klostermann, 1941.
- Wirtschafts- und Sozialgeschichte Deutschlands, München: Callwey, 1967.